# Czesław Śliwa
Czesław Śliwa (ur. 3 lipca 1932 w Rzeszowie jako Jacek Silber, zm. 18 listopada 1971 w Wołowie) – polski hochsztapler pochodzenia żydowskiego, fałszerz, fałszywy konsul austriacki. Używał także nazwisk Jack Ben Silberstein i Jacek Zilbercfaig.

## Życiorys

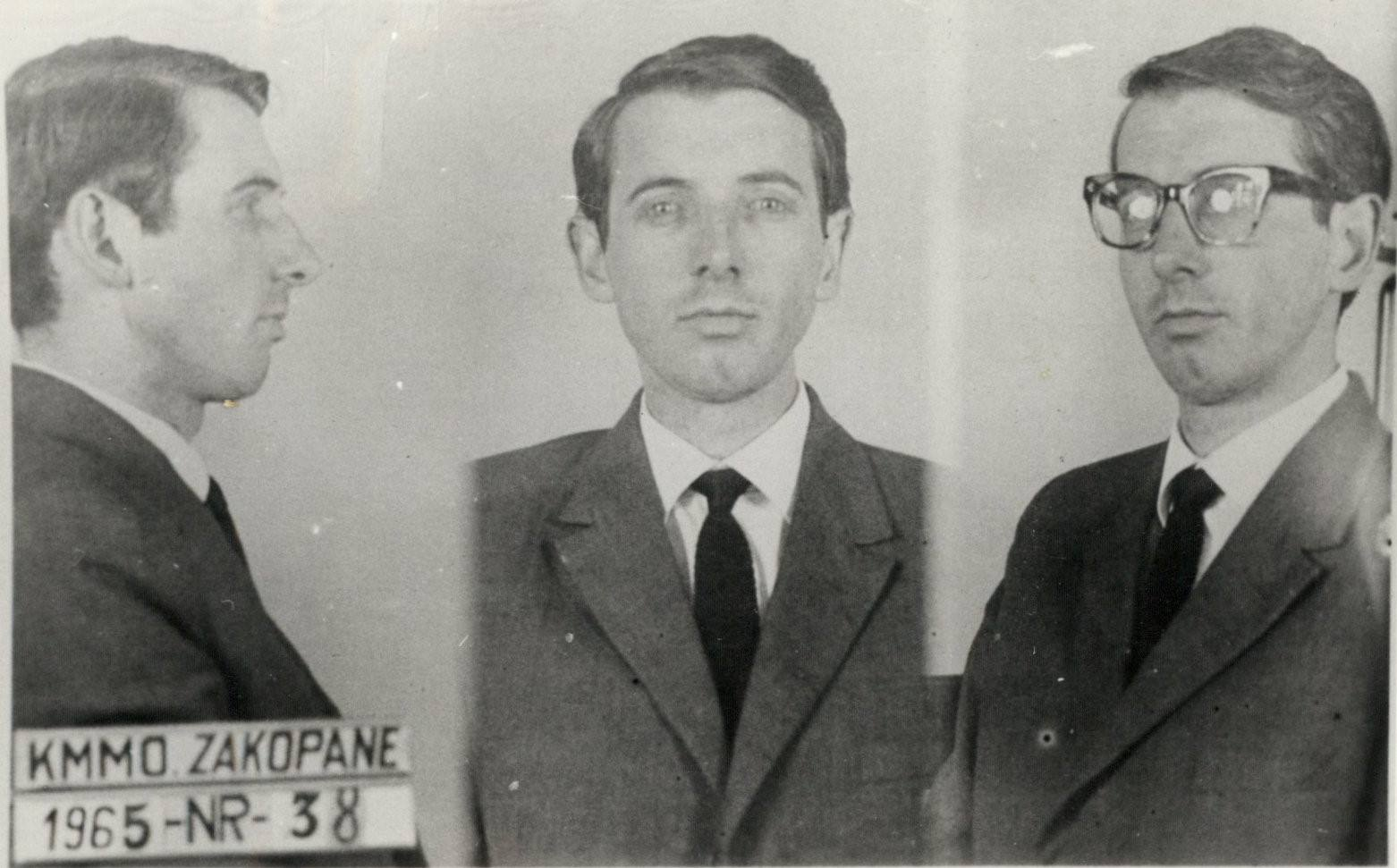
Zdjęcie sygnalityczne Czesława Śliwy wykonane w Komendzie Miejskiej Milicji Obywatelskiej w Zakopanem (1965)

Urodził się w Rzeszowie, w rodzinie żydowskiej. Jego ojciec był właścicielem gorzelni oraz gospodarstwa rolnego w Błażowej pod Rzeszowem. W czasie okupacji rodzice oddali syna pod opiekę swojej znajomej o nazwisku Śliwa, która pod fałszywymi dokumentami, wystawionymi na nazwisko Czesław Śliwa, ukrywała go do końca II wojny światowej.
Ukończył szkołę średnią, lecz nie zdał matury i podjął pracę jako krojczy w bytomskim zakładzie krawieckim. Posługiwał się sfałszowanym odpisem dyplomu mgr inż. włókiennictwa, wystawionym na nazwisko Jacek Elizeusz Zilbercfaig. Później przeniósł się do Wałbrzycha, gdzie na podstawie sfałszowanych dokumentów był zatrudniony na stanowisku racjonalizatora i eksperta górniczego. W 1958 ożenił się. Na ślubie wystąpił bezprawnie w mundurze inżyniera górnika, co zwróciło uwagę milicji. Wkrótce został aresztowany i w tym samym roku skazany na 7 lat więzienia. Karę odbywał w więzieniu w Strzelcach Opolskich. Zwolniono go w wyniku amnestii w 1964.
Po kilku kolejnych oszustwach (m.in. pobierał zaliczki na ortalionowe kurtki, ale nie wywiązał się z ich dostawy) został aresztowany ponownie i w 1966 skazany na 3 lata pozbawienia wolności. Ponownie na wolność wyszedł 8 sierpnia 1969. Wkrótce powrócił do przestępczego procederu. Posługując się nazwiskiem Jack Ben Silberstein, wyłudzał duże kwoty pieniędzy od krewnych osób, które rzekomo ukrywały go w czasie wojny, a które mamił obietnicą przekazania znacznie większych sum w walutach wymienialnych, w ramach podziękowania.

## Fikcyjny konsulat
„Ukoronowaniem” jego przestępczej kariery było założenie fikcyjnego konsulatu generalnego Austrii we Wrocławiu, którego szefem mianował sam siebie. Tymczasową siedzibą „konsula” był wrocławski hotel Monopol, w którym Silberstein wynajął pokój na pół roku, zapewniając że rachunek ureguluje Ambasada Austrii. Zaopatrzył się w fałszywe pieczęcie, które przygotował mu pracownik jednego z zakładów pieczątkarskich wyłącznie na podstawie przedstawionej mu wizytówki „konsula”. W analogiczny sposób zamówił również urzędowe druki w drukarni. Pieczęcie z imitacją godła państwowego wykonał sam, wykorzystując do tego emblematy z dwugłowym orłem.
Właściwą działalność jako „konsul” rozpoczął na początku września 1969, pozyskując do współpracy osiem osób (wrocławskiego taksówkarza, dwie uczennice fryzjerskie, studentkę pedagogiki, trzyosobową rodzinę greckich imigrantów trudniącą się hodowlą owiec i ich znajomego, również Greka). Wszystkim obiecywał wysokie wynagrodzenie, w tym dodatek dewizowy. Osoby te otrzymały od niego fałszywe dokumenty, poświadczające nadanie im stanowisk kierowcy konsula, sekretarza generalnego konsulatu, attaché ekonomicznego i tym podobnych. W istocie osoby te również zostały oszukane, udzielając fałszywemu konsulowi pożyczek oraz świadcząc nieodpłatnie usługi na jego rzecz. Śliwa-Silberstein, wraz z „personelem konsulatu”, podróżował po całej Polsce, poszukując swoich następnych ofiar. Dzięki swoim umiejętnościom fałszowania dokumentów, jak i wyjątkowej charyzmie, zdołał oszukać władze lokalne, które rozpoczęły przygotowania do otwarcia placówki konsularnej, opróżniając na ten cel jedno z przedszkoli. Śliwa odwiedził także Urząd Rady Ministrów i złożył „listy uwierzytelniające” (napisane ołówkiem, niedbałym językiem, na kartce wyrwanej z zeszytu) w siedzibie Rady Państwa.
Wkrótce jego działalność zwróciła uwagę Służby Bezpieczeństwa. Zdecydowała się ona jednak na aresztowanie Silbersteina dopiero wtedy, gdy ambasada Austrii, do której dyrekcja hotelu Monopol zwróciła się o zapłatę, zareagowała protestem. Śliwa ponownie trafił do aresztu 28 listopada 1969. Nawet po aresztowaniu utrzymywał, że nazywa się Silberstein i jest Austriakiem (co szybko zweryfikowano, bowiem Śliwa nie rozumiał pytań zadawanych po niemiecku). Ponadto Śliwa usiłował wmówić śledczym, że jest zachodnim szpiegiem, aktualnie tworzącym w Polsce siatkę wywiadowczą składającą się z osób pochodzenia żydowskiego. Jednocześnie (przebywając w areszcie) wysyłał listy do swoich ofiar, usiłując wyłudzić od nich dodatkowe środki „na pokrycie kosztów adwokackich”, cały czas utrzymując, że naprawdę jest konsulem, a aresztowanie jest pomyłką.
Mimo apeli władz ofiary oszustw niechętnie zgłaszały się na milicję, bojąc się odpowiedzialności, głównie za nielegalny obrót dewizami. Te z ofiar, które stawiły się, aby zeznawać podczas procesu – jak zauważyli jego obserwatorzy – z reguły nie okazywały urazy do oskarżonego. Śliwa nie miał obrońcy, bronił się sam. Do końca domagał się, aby nazywano go Silbersteinem. Po trwającym zaledwie cztery dni procesie został, wyrokiem wrocławskiego sądu powiatowego z 9 czerwca 1970, uznanym za winnego wyłudzeń na kwotę ponad pół miliona złotych i skazany na 7 lat pozbawienia wolności oraz 200 tys. złotych grzywny (z zamianą na 3 dodatkowe lata więzienia). Sądzony wraz z nim Lefteris Conis skazany został za przestępstwa dewizowe na 2 lata pozbawienia wolności w zawieszeniu na 5 lat. Współpracowniczka, 19-letnia Janina Sikorska (ur. 1951) otrzymała wyrok jednego roku więzienia w zawieszeniu na 4 lata za legitymowanie się fałszywymi dokumentami.

## Ostatni pobyt w więzieniu i śmierć

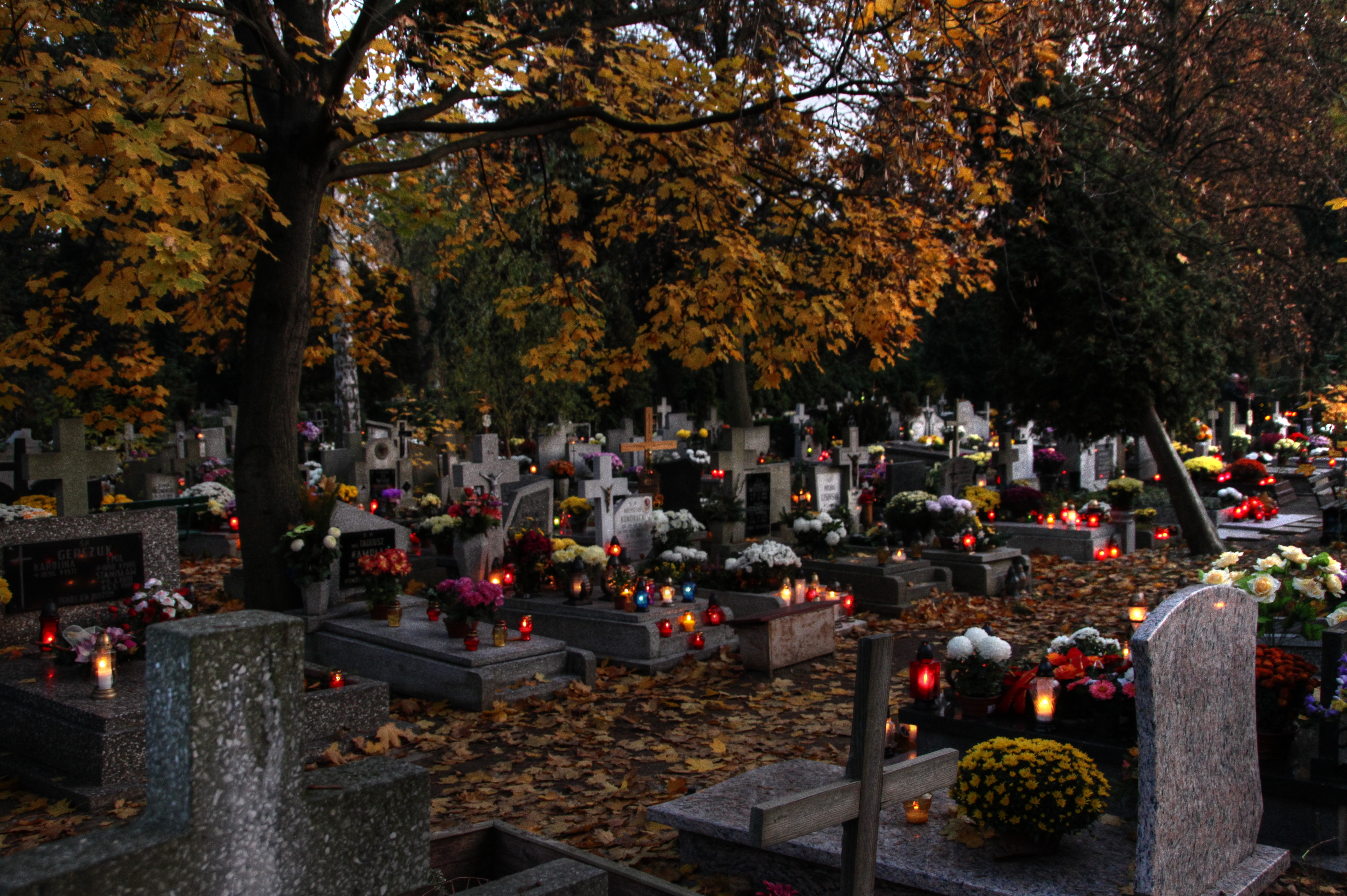
Cmentarz Osobowicki, na którym został pochowany Czesław Śliwa

W czasie pobytu w Zakładzie Karnym Wołów Śliwa oddawał się pisaniu patriotycznych wierszy, zwłaszcza wychwalających ustrój komunistyczny i przywódców państwa. Napisał ich kilkaset, prawdopodobnie chcąc w ten sposób przypodobać się władzy, aby móc wcześniej wyjść na wolność.
Zmarł w więzieniu w niejasnych okolicznościach. Wedle jednej z wersji, chcąc wymóc na władzach więziennych przeniesienie do jednostki o lepszych warunkach, połknął bliżej nieokreślony metalowy przedmiot, dzięki czemu miał symulować gruźlicę, jednak poniósł śmierć w wyniku powikłań. Został pochowany na cmentarzu Osobowickim we Wrocławiu; jego nieopłacony grób zlikwidowano w 1994.

## Śliwa w popkulturze
W 1970 reżyser Krzysztof Gradowski nakręcił czarno-biały film dokumentalny z jego udziałem, pt. Konsul i inni, w którym z dużą swobodą opowiada on o swojej przestępczej karierze. Na własne życzenie został ucharakteryzowany do filmu, by wyglądać na ortodoksyjnego Żyda: wystąpił w czarnej peruce i długiej sztucznej brodzie. W filmie na jego temat wypowiadają się także oszukane przez niego osoby – zarówno pracownicy fikcyjnego konsulatu, jak i rzekomi sprawiedliwi, którzy mieli ukrywać go w czasie wojny.
Na kanwie przestępczej działalności Śliwy reżyser Mirosław Bork nakręcił w 1989 film fabularny Konsul, z Piotrem Fronczewskim w roli tytułowej.
W 2014 raper Taco Hemingway wydał minialbum „Trójkąt Warszawski”, który luźno opiera się na fragmentach filmu pt. Konsul i inni.